# A Győri Nemzeti Színház társulatának örökös tagjai
Ez a szócikk  a Győri Nemzeti Színház társulatának örökös tagjait sorolja fel.
| Ábécé szerinti tartalomjegyzék                                                                           |
| --- |
| A, Á B C Cs D Dz Dzs E, É F G Gy H I, Í J K L Ly M N Ny O, Ó Ö, Ő P Q R S Sz T Ty U, Ú Ü, Ű V W X Y Z Zs |

## Tagok

### A, Á
- Áts Gyula – színművész – Jászai-díj

### B
- Bakonyi Györgyi – művészeti titkár
- Balla Ica – színművész – Déryné és Aase-díj
- Ballai István – színművész
- Bán Miklós – színpadmester
- Baranyai Ibolya – színművész – Jászai-díj
- Bede-Fazekas Csaba – magánénekes – Kossuth-díj, érdemes és kiváló művész, a Halhatatlanok Társulatának tagja
- Bede-Fazekas Csabáné – zenei művészeti titkár
- Bellai Eszter – magánénekes – Szent László-díj
- Bedi Eszter – rendező asszisztens - posztumusz örökös tag
- Bende Ildikó – színművész – Szent László-díj
- Bojtár Imre – zenekari művész
- Bojtárné Gál Anikó – karvezető – Szent István-díj
- Bonrád István – asztalos tárvezető
- Bor József – rendező – Jászai és Erkel-díj

### C
- Czechmeister László – szcenikus – Magyar Teátrum-díj

### Cs
- Csala Benedek – karmester

### F
- Fáy László – színművész
- Fekete Miklós – koreográfus, tánckar vezető
- Fördős Sándorné – női szabó
- Franczia László – hangtechnikus
- Fördős Sándor- világosító

### G
- Gulyás Sándor – karmester

### Gy
- Gyöngyössy Katalin – színművész - Kossuth és Jászai-díj, érdemes művész
- Györgyfi József – magánénekes - Győr Művészetéért díj

### H
- Horváth Ibolya – színművész – Aase-díj
- Horváth László – hangtechnikus
- Horváth Márta – rendező asszisztens

### I, Í
- Illemszky Lajos – énekkari művész

### J
- Járeb Klára – fodrász

### K
- Karácsony Szilveszter – ügyelő
- Kecskés János – zenekari művész
- Kelemen Tibor – asztalos tárvezető
- Kertes Anna – korrepetitor
- Kiricsi János – műszaki vezető
- Koblinger Éva – férfi szabó
- Krasznai Tamás – magánénekes – Szent István-díj

### L
- Laczó István – zenekari művész
- Látrányi Ilona – énekkari művész
- Lizán Katalin – zenekari művész

### M
- Majdanics Antal - zenekari művész
- Mezei István - műhelyház vezető
- Mészáros Józsefné – fodrász tárvezető
- Mézes Violetta – színművész
- Molnár Etelka Ilona – férfi szabó
- Molnár Tamás – műszaki vezető – Tolnay Pál-díj

### N
- Nagy Aladár – karbantartó asztalos
- Nagy Ferenc – díszítő
- Nády Árpád – fővilágosító – Magyar Teátrum-díj
- Némethné Kökényesi Györgyi – nőiszabó tárvezető

### P
- Paláncz Ferenc – színművész – Jászai Mari-díj
- Pákozdi Ibolya – férfiszabó tárvezető
- Páros Zsolt – színpadmester
- Pellekné Molnár Zsuzsanna – főkönyvelő
- dr. Perédy László – színművész
- Pigey Katalin – ügyelő
- Pingiczer Csaba – színművész - posztumusz örökös tag
- Puter Sándor – zenekari művész

### R
- Radócz Teréz – öltöztető
- Rupnik Károly – színművész – Szent László-díj

### S
- Sarmonné Varga Katalin – raktáros
- Sebestyén József – kelléktár vezető
- Simon Kázmér – színművész
- Simon Géza – színművész – Érdemes művész
- Schwimmer János – magánénekes
- Sipka László – színművész – Szent István-díj
- Sinkó Zoltán – főmérnök
- Surányi Csaba – színpadmester

### Sz
- Szakács Szabolcs - színpadgépész
- Szakácsné Varga Erika – táncművész
- Szalay Kálmán – világosító
- Szaló Margit – szobrász
- Sziliné Orlovits Magdolna - zenekari művész
- Szikra József – színművész
- Szőcs Antalné – ruhatári felügyelő
- Szűcs István – színművész

### T
- Dr. Tamás László - fül-orr-gégész - tiszteletbeli örökös tag
- Tordai Hajnal - jelmez- és díszlettervező - Jászai-díj, érdemes és kiváló művész
- Tóvizi Ilona – magánénekes

### V
- Vagyon István – zeneigazgató
- Vándor Ferenc – zenekari művész
- Vlasics Rita – súgó

### Z
- Zinkné Várhegyi Éva – zenekari művész
- Zuzánszky Péter – lakatos tárvezető